# Uredinopsis filicina
Uredinopsis filicina är en svampart som först beskrevs av Niessl, och fick sitt nu gällande namn av Paul Wilhelm Magnus 1893. Uredinopsis filicina ingår i släktet Uredinopsis och familjen Pucciniastraceae.   Inga underarter finns listade i Catalogue of Life.